# Hemidactylus bouvieri
Hemidactylus bouvieri är en ödleart som beskrevs av Bocourt 1870. Hemidactylus bouvieri ingår i släktet Hemidactylus och familjen geckoödlor.
Arten förekommer endemisk på ögruppen Kap Verde. Den vistas i regioner som ligger 250 till 700 meter över havet. Habitatet utgörs av fuktiga områden på kullarnas toppar eller i dalgångar. Individer hittas ofta på buskar av törelsläktet (Euphorbia). Hemidactylus bouvieri observerades inte på kala klippor.
Landskapsförändringar är ett hot mot beståndet. Introducerade tamkatter och råttor dödar flera exemplar men dessa predatorer jagar även geckons ursprungliga fiender som utgörs av olika fåglar. På olika öar infördes dessutom andra arter av samma släkte och det är oklart hur de nya konkurrenterna påverkar Hemidactylus bouvieri. Underarten H. b. razoensis lever på öar med glesare växtlighet och den är mer utsatt för katter och råttor. IUCN listar arten som akut hotad (CR).

## Underarter
Arten delas in i följande underarter:
- H. b. bouvieri
- H. b. boavistensis
- H. b. razoensis